# Kamenička (Kamenice)
Kamenička (německy Kamenitschka) je vesnice, část městyse Kamenice v okrese Jihlava. Nachází se asi 1,5 km na severovýchod od Kamenice. V roce 2025 zde bylo evidováno 82 adres. V roce 2021 zde trvale žilo 186 obyvatel.
V Kameničce je kaplička Svatého Marka.
Kamenička je také název katastrálního území o rozloze 7,53 km2.

## Název
Název se vyvíjel od varianty z Kamenyczky (1412), Mala Kameniczka (1556), Kamenicžka (1678), Kameniczka (1718), Kamenitzka (1720), Kameniczka (1751), Kamenička (1846) až k podobám Kameniczka a Kamenička v roce 1872. Místní jméno je zdrobnělinou názvu Kamenice, čímž došlo k rozlišení od sousedního městyse Kamenice. Pojmenování je odvozeno od přídavného jména kamenná, což odkazovalo na kamenné dno protékající říčky, kamenné domy či těžbu kamene.

## Historie
První písemná zmínka o obci pochází z roku 1512.
1. července 1989 se stala místní částí Kamenice.

## Přírodní poměry
Kamenička leží v okrese Jihlava v Kraji Vysočina. Nachází se 7 km jihozápadně od Měřína, 4 km západně od Chlumku a 1,5 km severovýchodně od Kamenice. Geomorfologicky je oblast součástí Česko-moravské subprovincie, konkrétně Křižanovské vrchoviny a jejího podcelku Brtnická vrchovina, v jejíž rámci spadá pod geomorfologický okrsek Řehořovská pahorkatina. Nadmořská výška stoupá od 571 metrů na západě k 597 metrům na severovýchodě vísky. Nejvyšší bod o nadmořské výšce 622 metrů stojí severně od vsi. Severovýchodně se nacházejí potoky Liščí potok, Tříhranný potok a Žďárka, západně od vsi teče bezejmenný potok, který se vlévá do Kameničky.

## Obyvatelstvo
Podle sčítání 1930 zde žilo v 56 domech 298 obyvatel. 298 obyvatel se hlásilo k československé národnosti. Žilo zde 297 římských katolíků a 1 evangelík.
| Rok            | 1869 | 1880 | 1890 | 1900 | 1910 | 1921 | 1930 | 1950 | 1961 | 1970 | 1980 | 1991 | 2001 | 2011 |
| -------------- | ---- | ---- | ---- | ---- | ---- | ---- | ---- | ---- | ---- | ---- | ---- | ---- | ---- | ---- |
| Počet obyvatel | 308  | 295  | 282  | 305  | 320  | 307  | 298  | 230  | 243  | 213  | 202  | 169  | 166  | 174  |

## Hospodářství a doprava
Obcí prochází silnice III. třídy č. 3518 z Kamenice do Měřína. Dopravní obslužnost zajišťuje dopravce ICOM transport. Autobusy jezdí ve směrech Jihlava, Luka nad Jihlavou, Brno, Kamenice, Vržanov, Měřín, Puklice, Řehořov a Velké Meziříčí. Obcí prochází zeleně značená turistická trasa z Kamenice do Řehořova.

## Školství, kultura a sport
Místní děti dojíždějí do základní školy v Kamenici. Sbor dobrovolných hasičů Kamenička byl založen roku 1896.

## Pamětihodnosti
- Kaplička sv. Jana Nepomuckého